# Three Fugitives
Three Fugitives, em português Os Três Fugitivos, é um filme de comédia de ação produzido nos Estados Unidos, escrito e dirigido por Francis Veber e lançado em 1989, estrelado por Nick Nolte e Martin Short, e com Sarah Rowland Doroff, James Earl Jones e Alan Ruck em papéis secundários. É um remake de Les Fugitifs, uma comédia francesa de 1986 estrelada por Gérard Depardieu e Pierre Richard também dirigido por Veber.
O filme foi popular nas bilheterias, arrecadando mais de US$40 milhões, apesar de receber uma recepção negativa geral dos críticos de cinema.

## Sinopse
Lucas esteve na prisão por assalto à mão armada. No dia em que é libertado, ele é feito refém por Ned Perry, um criminoso incompetente e novato que rouba um banco (para conseguir dinheiro para o tratamento de mutismo seletivo de sua filha doente, Meg) no momento em que Lucas simplesmente está lá.
O detetive Dugan supõe que eles devam estar juntos e começa a rastreá-los. Várias perseguições, um tiro acidental, tratamento de um veterinário louco que pensa que ele é um cachorro e outras situações cômicas seguem, o tempo todo Lucas tentando abandonar seu companheiro idiota e provar sua própria inocência.
Enquanto evitam a lei, os dois formam uma parceria improvável para ajudar a curar a silenciosa Meg e fazer sua fuga. Eles resgatam Meg da casa de repouso em que ela está (com Perry quase arruinando o caso todo com sua falta de jeito) e fogem para o Canadá, fingindo ser um casal com uma filha.
Mais tarde, Perry entra em um banco canadense para trocar de moeda e se vê refém de outro ladrão de bancos, da mesma maneira que originalmente sequestrou Lucas. Por causa desse desenvolvimento inesperado, Lucas não precisa se despedir de Meg, com quem ele formou um vínculo.

## Elenco
- Nick Nolte como Daniel James Lucas
- Martin Short como Ned Perry
- James Earl Jones como Detetive Movan Duggan
- Alan Ruck como Inspetor Tenner
- Sarah Doroff como Meghan "Meg" Perry
- Kenneth McMillan como Horvath
- David Arnott como Bank Teller
- Lee Garlington como policial Jane Karie
- Bruce McGill como Charlie
- Sy Richardson como Tucker
- Rocky Giordani como Bowles
- Stanley Brock como sargento
- Rick Hall como Dog Handler Billy
- Brian Thompson como bandido
- Jack McGee como Fisherman
- Kathy Kinney como recepcionista
- Larry Miller como policial
- Jeff Perry como Orderly #2
- Dinah Lenney como Repórter #1
- John Aylward como segundo policial
- Tim De Zarn como primeiro policial
- Rhoda Gemignani como locutor de rádio
- Charles Noland como bartender Dave
- Albert Henderson como homem com casaco de chuva
- Gary Armagnac como policial #2
- Dean Smith como Barry "Playboy" Jones
- Mike MacDonald como sargento Snow
- Michael Siegel como policial #4

## Recepção
O filme recebeu críticas negativas dos críticos. Rotten Tomatoes atribui ao filme uma pontuação de 14% com base em 14 resenhas em maio de 2016.